# Indel
In biologia molecolare (in contesto evolutivo) il termine Indel si usa come abbreviazione di un evento di mutazione/ricombinazione che può far parte di due classi: una inserzione (insertion) o una cancellazione (deletion) che possono essere avvenute nel corso degli anni e che hanno prodotto delle differenze negli individui (più in generale nelle sequenze di DNA) in esame.
Poiché una inserzione di basi in un individuo può essere vista come la cancellazione di basi per l'altro individuo, i due eventi sono mutualmente simmetrici.
A seconda del motivo che ha generato la mutazione/ricombinazione si possono distinguere 3 classi:
- Indel corte, lunghe 1-5 basi consecutive che possono essere state causate da un errore di trascrizione del genoma;
- Indel medie, lunghe da 100 fino a 30k basi che possono essere state causate dall'inserimento di elementi trasponibili;
- Indel lunghe, lunghe più di 30k basi e che possono essere state causate dalla ricombinazione genetica.